# Stanislav Horanský
Stanislav Horanský (* 25. Februar 1994 in Žilina) ist ein slowakischer Eishockeyspieler, der seit der Februar 2021 erneut beim EHC Olten in der Swiss League unter Vertrag steht.

## Karriere

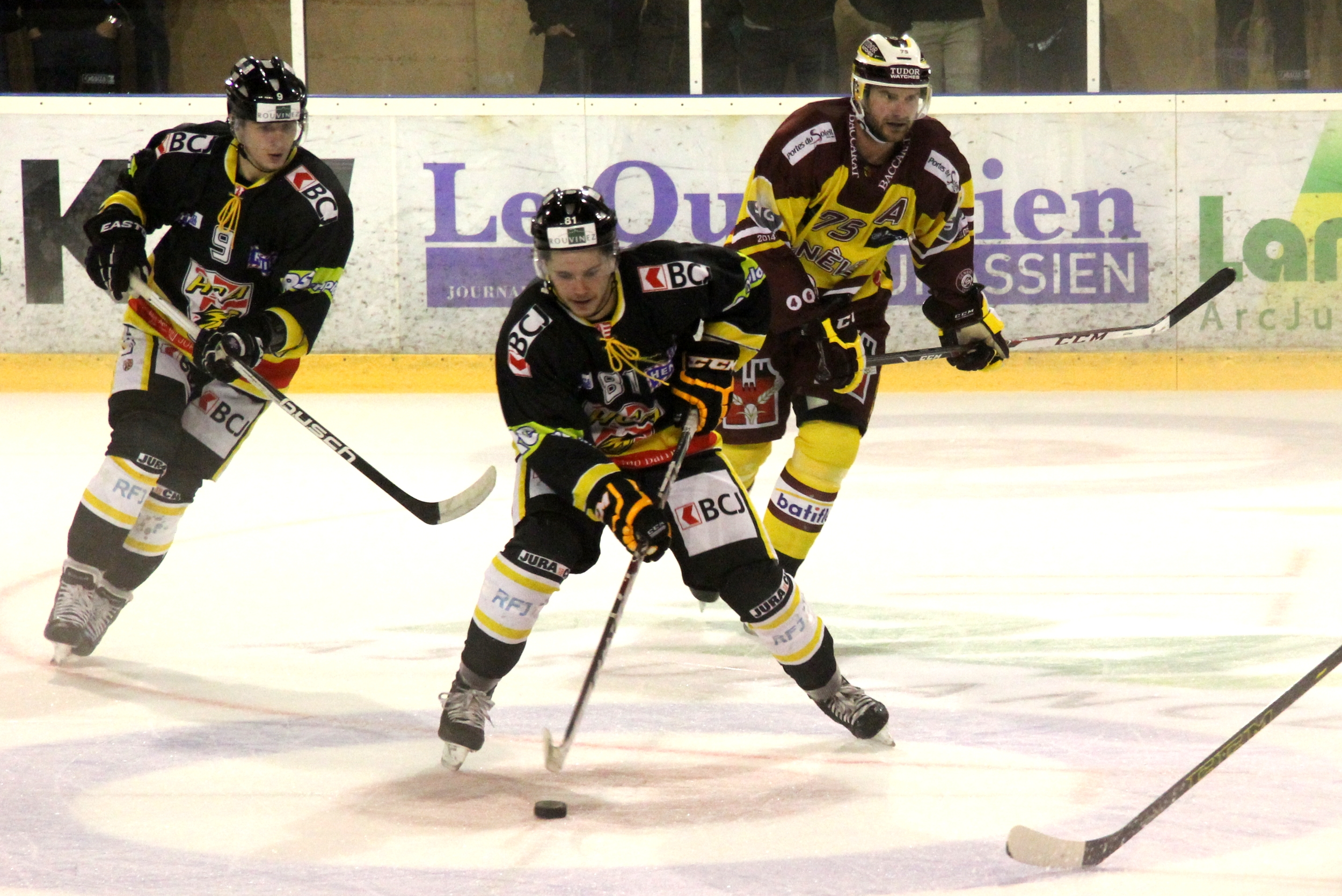
Stanislav Horanský (links) im Trikot des HC Ajoie

Stanislav Horanský begann mit dem Eishockeyspiel in seiner Heimat beim Nachwuchs des MsHKM Žilina. Er spielte zudem für verschiedene Nachwuchsauswahlen der slowakischen Nationalmannschaft, unter anderem zwischen 2011 und 2013 für die slowakische U20-Junioren, die als HK Orange 20 am Spielbetrieb der Extraliga teilnahmen. Während der Saison 2012/13 debütierte er zudem für die Profimannschaft seines Heimatvereins in der Extraliga.
Zum Jahresende 2012 wechselte der Stürmer in den Nachwuchs des EHC Biel, bei dem er im Laufe der Saison 2014/15 in der ersten Mannschaft debütierte und damit seine ersten Einsätze in der National League A absolvierte. Zwischen 2014 und 2016 spielte er per B-Lizenz beim HC Ajoie in der National League B.
Im Anschluss der Saison 2016/17, in der er gegen Ende wieder regelmäßig bei Biel im Einsatz gestanden hatte, wechselte er zum EHC Olten in die NLB.
Am 10. Februar 2020 gab der HC Ambrì-Piotta die Verpflichtung Horanskýs auf die Saison 2020/21 hin bekannt. Er unterschrieb einen Zweijahresvertrag mit Option auf eine weitere Spielzeit. Im Februar 2021 wurde der Slowake an den EHC Olten ausgeliehen und wechselte nach Saisonende wieder fest zum Verein aus der Swiss League.
Aufgrund hinreichender Einsätze in der Schweizer Elite-A-Juniorenliga spielt Horanský  mit einer Schweizer Lizenz und fällt damit in der Schweiz nicht unter das Ausländerkontingent.

## Erfolge und Auszeichnungen
- 2012 Aufstieg in die Top-Division bei der U18-Junioren-Weltmeisterschaft der Division I
- 2016 Meister der National League B mit dem HC Ajoie